# Parchim-Meyenburger Sandflächen

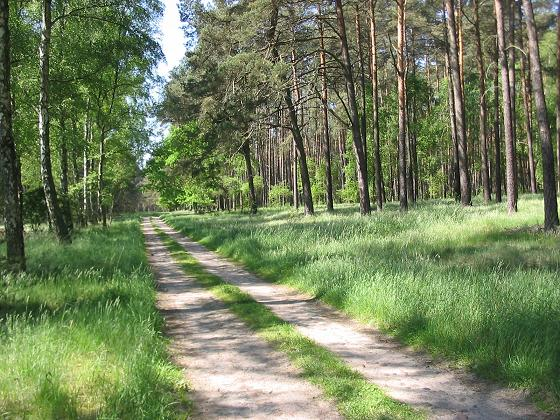
Kiefernwald gemischt mit Birken bei Stepenitz im Süden des Naturraums

Die Parchim-Meyenburger Sandflächen bilden die nördlichste naturräumliche Haupteinheit des Nordbrandenburgischen Platten- und Hügellandes.

## Lage
Das Gebiet erstreckt sich von Meyenburg und Putlitz an der Stepenitz im Süden über Ganzlin im Osten bis nordwestlich von Parchim. Benachbarte Landschaften sind die Ruhner Berge und die Prignitz im Süden, das südwestliche Vorland der Mecklenburgischen Seenplatte im Nordwesten und die Mecklenburgische Seenplatte im Nordosten.
Geomorphologisch sind die flachwelligen Parchim-Meyenburger Sandflächen in der Weichsel-Kaltzeit entstanden. Im Osten handelt es sich auch um teilweise übersandete Grundmoränen mit höherem Lehmanteil. Die Flächen werden größtenteils landwirtschaftlich genutzt. Besonders im Süden und Westen sind Böden für Ackerbau jedoch nur von geringer oder unzureichender Güte. Auf dieser Heide stehen forstwirtschaftlich genutzte Kiefernforste neben ausgedehnten Magerrasenflächen wie im Naturschutzgebiet Marienfließ, das sich sowohl im mecklenburgischen als auch im brandenburgischen Teil der Landschaft erstreckt. An den Fließgewässern, unter denen die Elde das größte ist, wird Grünland genutzt.
Im Süden werden Teile der Landschaft in ihrem Charakter als Teil des Brandenburger Landschaftsschutzgebiet Agrarlandschaft Prignitz-Stepenitz mit ihren zahlreichen Strukturelementen wie Alleen, Hecken, Gräben und Lesesteinhaufen geschützt. Der Erhalt des Lebensraumes zahlreicher Vogelarten bildet dabei einen Schwerpunkt, herauszuheben ist etwa der Schutz des Ortolans.